# Of Blood and Honor
Warcraft: Of Blood and Honor è un romanzo fantasy, scritto da Chris Metzen ed ambientato nell'universo di Warcraft creato da Blizzard Entertainment. La storia è ambientata nel periodo che intercorre fra la Seconda e la Terza Guerra.
In una recensione, il sito Fantasy Book Reviews ha sottolineato che Metzen, pur essendo uno dei maggiori ideatori della storia di Warcraft, non è uno scrittore professionista, il che si fa notare nel metodo di scrittura, soprattutto se comparato a quello degli altri romanzi della serie; cionondimeno, la trama è considerata affascinante.

## Trama
Tirion Fordring, reggente di Hearthglen e membro della Mano Argentata, si reca una mattina a caccia sulle colline; arrivato nei pressi di una decadente torre di guardia del regno di Lordaeron si rende conto di non essere solo: fra i cespugli di fianco alla torre scorge infatti un orco. L'orco, un guerriero con alle spalle molti anni di battaglie, esce allo scoperto brandendo la sua ascia da guerra: Tirion si prepara a lottare, ma teme che il nemico non sia solo: l'orco gli fa però capire che è da solo e che è intenzionato a battersi in modo onorevole. I due combattono a lungo, finendo a fronteggiarsi all'interno della torre, quando ad un tratto una parte di questa crolla travolgendo Tirion, che perde i sensi. Il paladino si risveglia nel suo letto ad Hearthglen, senza riuscire a spiegarsi come possa essere arrivato fin lì così malconcio.
In seguito, Tirion comprende che è stato proprio l'orco a salvargli la vita tirandolo fuori dalle macerie e scortando lui e il suo cavallo fin quasi alle porte della città, correndo un enorme rischio: tra orchi e umani infatti non corre buon sangue, dopo i conflitti della Prima e della Seconda Guerra.
Tirion torna allora nel luogo dove ha incontrato l'orco, che si chiama Eitrigg, lo ringrazia e stringe un patto d'onore con lui, giurandogli che finché lui fosse stato il reggente di Hearthglen nessuno mai avrebbe saputo della sua esistenza né gli avrebbe dato la caccia, poiché l'unico desiderio di Eitrigg era quello di trascorrere in pace su quelle colline gli ultimi anni della sua vita. Tirion sapeva che stava promettendo qualcosa probabilmente al di là della sua portata, e un patto d'onore è un giuramento di sangue imprescindibile per un paladino.
Il vice in comando di Tirion, Barthilas, non ha però nessuna intenzione di permettere che un orco possa vagare libero, dunque con una spedizione si reca con Tirion e una guarnigione di paladini alla torre diroccata, dove Eitrigg viene scovato. L'orco maledice Tirion per aver infranto il loro patto dopo che lui ha rischiato la vita per salvarlo, mentre il paladino viene accusato di alto tradimento, deposto dalla sua carica e condotto a Stratholme per essere processato, insieme ad Eitrigg che viene condannato a morte per il solo fatto di essere un orco. Tirion viene condannato all'esilio da una giuria composta da Daelin Proudmoore, Antonidas, Alonsus Faol e Arthas Menethil. Viene così scortato ai confini del regno, ma non può permettere che il patto d'onore stretto con Eitrigg venga infranto, perciò torna a Stratholme e, approfittando di un momento favorevole, libera Eitrigg dal patibolo e inizia a combattere contro gli altri paladini.
La situazione è disperata e tutto sembra perduto, quando Stratholme viene invasa da altri orchi guidati da Thrall, venuti a liberare Eitrigg. I due riescono a fuggire: Eitrigg è così salvo e finalmente riunito alla sua gente, mentre Tirion è riuscito infine a mantenere il suo patto, anche se sarà costretto a vivere in esilio.

## Personaggi
Principali
- Tirion Fordring
- Eitrigg

Secondari
- Alonsus Faol - capo della Chiesa della Luce, membro della giuria che esiliò Tirion
- Antonidas - arcimago di Dalaran, membro della giuria che esiliò Tirion
- Arden - capitano della guardia di Hearthglen, amico di Tirion
- Arthas Menethil - principe di Lordaeron, membro della giuria che esiliò Tirion
- Barthilas - paladino e sottoposto di Tirion
- Daelin Proudmoore - grand'ammiraglio di Kul Tiras, membro della giuria che esiliò Tirion
- Karandra Fordring - moglie di Tirion, convinta che gli orchi siano mostri assetati di sangue. Quando il marito venne esiliato, Karandra non andò con lui, e per proteggere il figlio da quella situazione gli raccontò che suo padre era morto.
- Saidan Dathrohan - paladino, superiore di Tirion
- Taelan Fordring - figlio di Tirion.
- Thrall - capo della nuova Orda
- Uther the Lightbringer - paladino, superiore di Tirion

## Edizioni
Pubblicato nel 2001, il libro venne in seguito inserito in una raccolta chiamata The Warcraft Archive, assieme ai romanzi Day of the Dragon di Richard A. Knaak, Lord of the Clans di Christie Golden e L'ultimo Guardiano di Jeff Grubb, con copertina illustrata da Glenn Rane.
Il libro è disponibile come e-book, e ne venne prodotta nell'agosto 2010 una versione audio, letta da Kyle McCarley, nell'ambito del Project Audioblizz.